# BelAZ-7557
Der BelAZ-7557 (russisch БелАЗ-7557) ist ein Großmuldenkipper des belarussischen Herstellers BelAZ, der bis 2012 in Serie produziert wurde. Er ist für die Beförderung von Abraum in Tagebauen oder den Betrieb auf Großbaustellen wie Staudämmen oder Industrieanlagen konzipiert.

## Technik
Der BelAZ-7557 erreicht maximal 50 km/h und wird von einem Zwölfzylinder-Dieselmotor angetrieben, entweder ein QST30-C von Cummins oder ein 12V2000 von MTU Friedrichshafen. Der QST30-C ist ein V12-Viertakt-Dieselmotor mit einem Hubraum von 26,8 Liter, der maximal 783 kW (1050 hp) bei 2100/min leistet. Das maximale Drehmoment beträgt 4640 Nm bei 1300/min. Die Motorleistung überträgt ein Sechsgang-Automatikgetriebe mit hydraulischem Drehmomentwandler des Herstellers Allison Transmission und eine Kardanwelle auf die Antriebsachse mit Planeten-Radnabenvorgelege. Der Wenderadius misst 11 m. Die Federung arbeitet hydropneumatisch. Der Muldenkipper ist 10,35 m lang, 5,4 m breit und 5,34 m hoch; der Radstand beträgt 4,7 m. Das gemäß FOPS-Sicherheitsbestimmungen gegen herabfallende Gegenstände gesicherte Fahrerhaus sitzt oberhalb des Motorraums über dem linken Radkasten und ist über eine Leiter-Treppen-Kombination vorne am Fahrzeug erreichbar. Es kann mit einer Klimaanlage ausgestattet werden und bietet zwei Personen Platz. Der Hersteller bietet unterschiedliche Kippmulden mit unterschiedlichen Abmessungen und mit unterschiedlichen Fassungskapazitäten an. Die Kippmulde fasst je nach Version 37,7, 44,5 oder 75 m³ (bei der verlängerten Variante) und kann mit zwei Hydraulikzylindern aus der Waagerechten in die Kippstellung gebracht werden. Die maximale Nutzlast beträgt 90 Tonnen, die Leermasse des BelAZ-7557 gibt der Hersteller mit 74 Tonnen an, was eine zulässige Gesamtmasse von 164 Tonnen ergibt.